# 石室千体仏

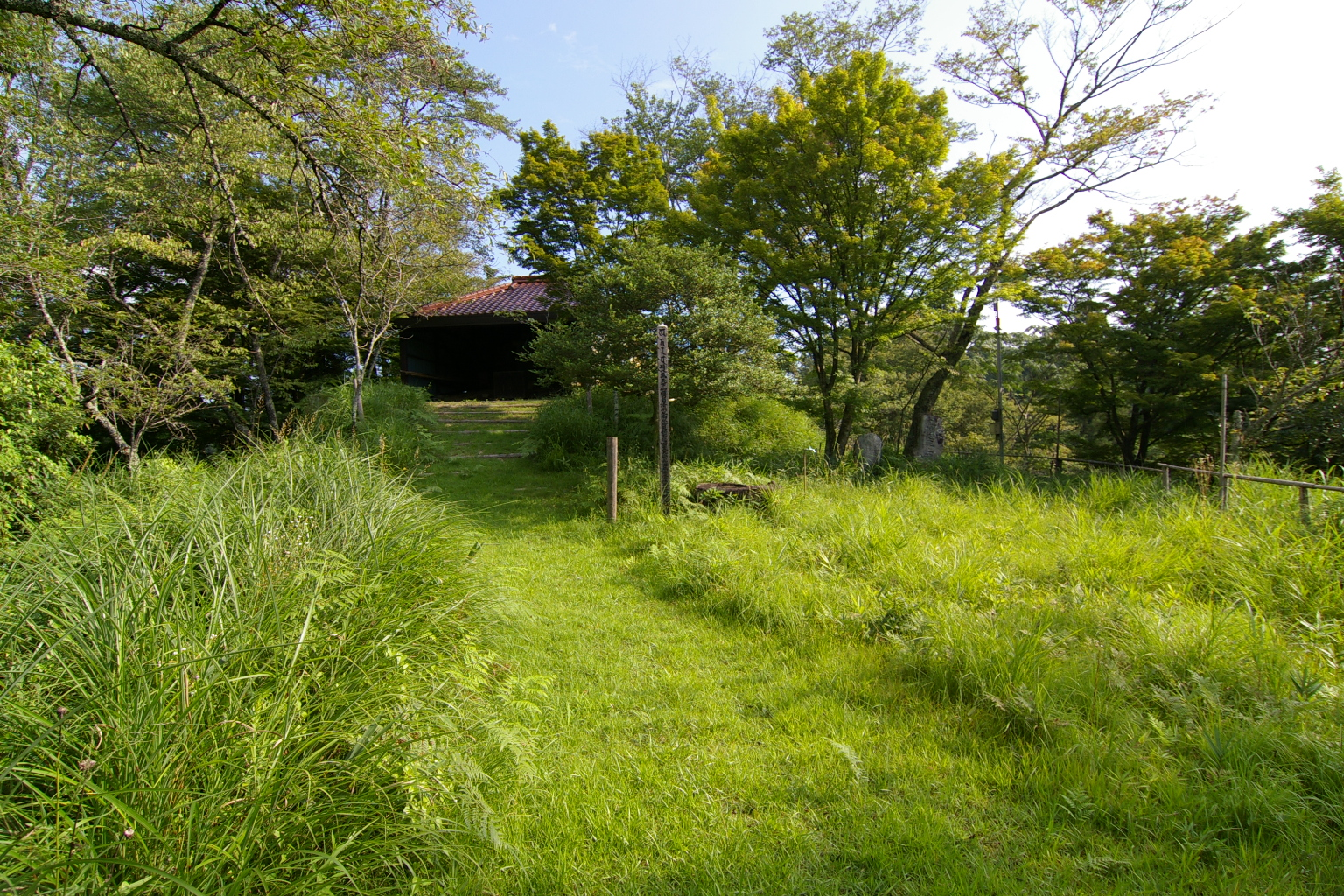
石室千体仏

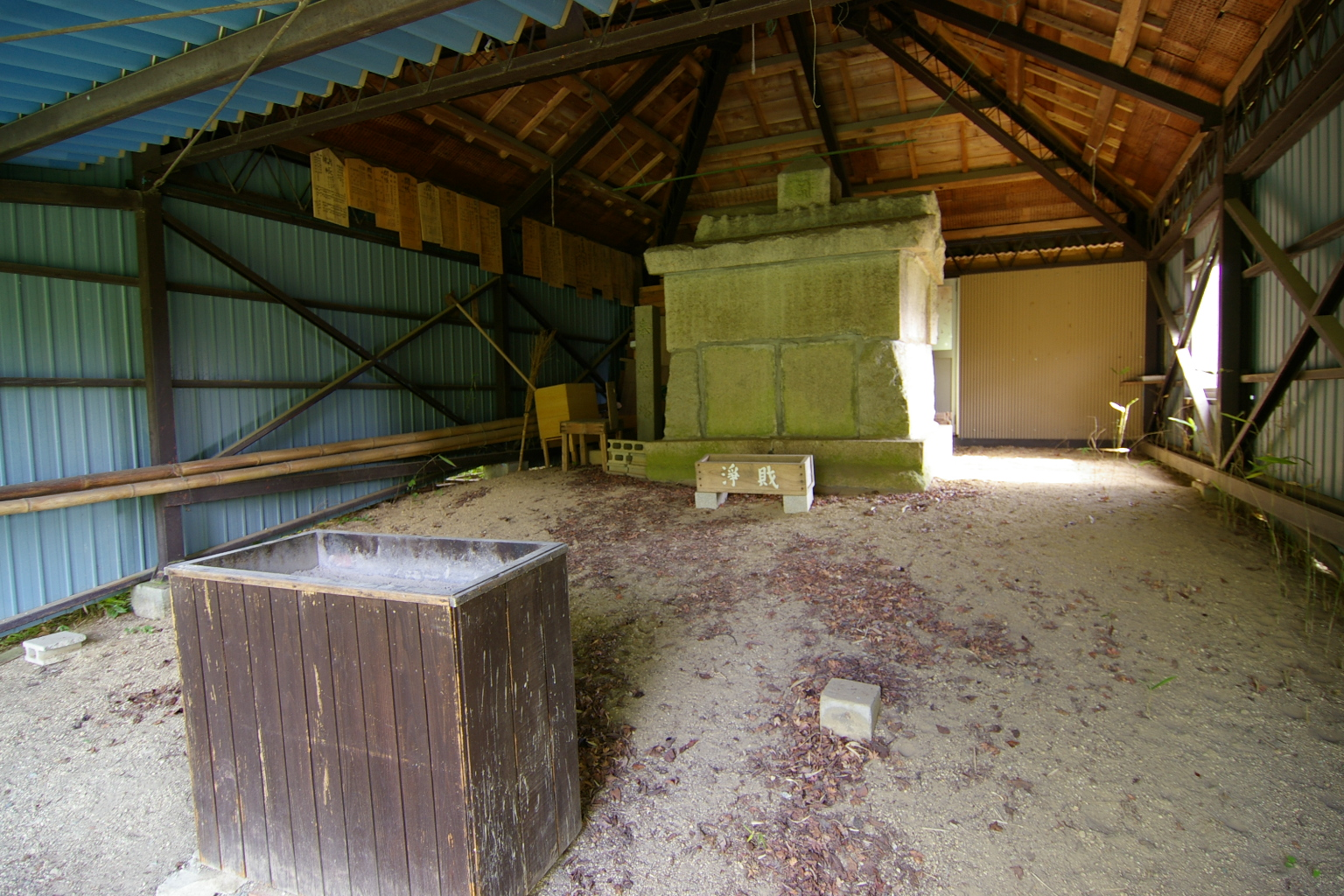
覆堂の内部

石室千体仏（石室千體佛、いしむろせんたいぶつ）は、岐阜県恵那市岩村町一色にある経塚。岩村町の隆崇院が管理しており、七年毎に開帳されている。

## 歴史
寛永9年（1632年）岩村藩2代藩主の松平乗寿（和泉守）が、岩村城の鎮護と領民の安泰繁栄を祈願して建立した。
松平乗寿は、当時存在した菩提寺の龍巌寺に命じて浄土三部経一千部を石筐に蔵め地中深くに埋蔵し、その上に石室を設け一千体の阿弥陀如来像を安置した。
寛永15年（1638年）、松平乗寿が浜松藩へ転封となると龍巌寺は廃されて、丹羽氏信が岩村藩主となり、五代にわたり64年間にわたり岩村藩を統治したが、その期間、石室千体仏は顧みられることはなかった。
元禄15年（1702年）丹羽氏音が越後高柳藩に移封となり、松平乗寿の次男の松平乗政が分家した信州小諸藩から松平乗紀が岩村藩主となった。
石室千体仏は百十年を経て荒廃していたので、松平乗紀の後を受けて藩主となった松平乗賢は、大給松平家本家の下総国佐倉藩主の松平乗邑に相談し、寛保元年（1741年）石室を修繕し仏像も造り替え、前の古い仏像は供養し地中に埋蔵し再営した。

## 概要
- 仏像は、中尊が一体。小仏が千体が有り、金彩が施されている。
- 中尊一体は、身長1尺4寸 (42 cm) で、座光も含めると3尺6寸 (109 cm)。
- 小仏千体は、3寸 (9 cm) で、座光も含めると4寸 (12 cm) であるが、そのうち十体は百体ごとの首像として、4寸 (12 cm) で、座光も含めると5寸5分 (17 cm) である。
- 石室の左廻りに寛保元年再営記が刻み込まれている。

## 伝説
岩村藩主の松平和泉守に楓(かえで)という姫がいた。
家老の松平左内は歌才があり歌家老とも呼ばれていたが楓に歌道を講ずるうちに、いつしか楓に対し思慕の情をおこし、和泉守が参勤交代で江戸へ行き岩村城を留守にしている名月の夜に、楓に言い寄った。
楓は驚いたが無下に断ることができず、「江戸に居る父の許しを得たならば」と答えたところ、左内は、その言葉を信じて翌日江戸に向けて旅立った。
ある夜、楓は左内が大蛇に飲み込まれながら「この腹を切り裂いても望みを遂げてみせる」と叫んでいる夢を見てから病となり床に臥した。
やがて岩村の町はずれの丘の上で腹が裂けて斃れている白蛇が見つかった。和泉守は、その場所に石室を建てて千体仏を安置し左内の菩提を弔うとともに楓の快癒を祈ったという。

## 指定文化財・天然記念物

### 恵那市指定文化財
(史跡)　石室千体仏　寛永9年(1632年)

## 関連リンク
- 恵南文化遺産・観光情報
- 岩村町観光協会